# Enrique Ruhen
Enrique Ruhen (Borsum, Baja Sajonia, Alemania, 16 de junio de 1718-Sonoyta Sonora, México, 21 de noviembre de 1751) fue un misionero jesuita alemán, martirizado por los pimas en Sonoyta, Sonora México.Era residente en la última misión occidental de la Pimería Alta, y parte de las misiones jesuíticas en el desierto de Sonora, 

## Primeros años
Enrique fue hijo de Pedro Cristóbal y Anna Buchn. Fue bautizado el 16 de junio de 1718; después de sus estudios básicos, a los 18 años, ingresó a la Compañía de Jesús. Se ordenó sacerdote 12 años después, o sea en 1748.
Sus superiores lo designaron para que viajara al Virreinato de Nueva España (Hoy México), por lo que se trasladó a Cádiz España. Llegó al puerto de  Veracruz y de ahí viajó a la  la provincia de Nueva Galicia, y que después fue Intendencia de Guadalajara.

## Misión
Ruhen fue asignado a la Misión de Nuestra Señora de Loreto y Marcelo de Xonoydag, en desierto de Altar en la parte oeste de la Pimería Alta, misma que había fundado Eusebio Francisco Kino en 1693, misión que visitaba regularmente, pero que aún no tenía sacerdote residente. La construcción del tempo inició el 4 de abril de 1701. Enrique llegó en agosto de 1750.
En el verano de 1751, es requerido que viaje a la Misión de San Pedro y San Pablo de Tubutama con el sacerdote Jacobo Sedelmayer, para una cuestión de votos religiosos. Un corto tiempo después, regresa a Sonoydag, a continuar con la evangelización de los Tohono Oódam, los naturales de la región.
El 20 de noviembre de ese mismo año, hubo una rebelión del jefe pima Luis de Sáric, o Luis Oacpicagigua, en la misión de Tubutama, donde los pimas incendiaron casas y dieron muerte a más de 100 personas. Los sacerdotes presentes, Jacobo Sedelmayer y Juan Nentuig pudieron escapar a la misión de San Ignacio de Cabórica, en el poblado de San Ignacio.

## Final
La rebelión pima continuó, y el 21 de noviembre llegaron a la Misión de la Purísima Concepción de Caborca, donde continuó su rebelión y dando muerte al misionero Tomás Antonio Tello. 
Los pimas continuaron su camino, rumbo a Sonoyta. Llegaron a la misión. Primero mataron a un soldado español al servicio de la misión. Realizaron destrozos y pillaje. Luego dispararon flechas y piedras contra Enrique Ruhen, acabando con su vida.
Seis años después el padre alemán Ignacio Pfefferkorn, visitó la misión de San Marcelo, constatando los destrozos, recogió algunos restos, entre ellos la quijada de Ruhen, mismos que fueron enviados a Madrid.

## Memoria
En honor al misionero, se construyó una réplica de la Misión, a manera de sitio histórico local y se nombró una calle con su nombre.
En Borsum la ciudad natal, una plaza está dedicada a su memoria, hermanada con Sonoyta.